# Briefe aus Jerusalem
Briefe aus Jerusalem, im englischsprachigen Original Jerusalem’s Lot, ist eine Kurzgeschichte des amerikanischen Autors Stephen King aus dem Jahr 1978. Die Vampir-Horrorgeschichte in Briefform erschien erstmals in der Kurzgeschichtensammlung Nachtschicht (orig. Night Shift) und entstand im Rahmen seiner Arbeiten an dem Roman Brennen muss Salem. Wie dieser spielt er in der fiktiven Ortschaft „Jerusalem’s Lot“, kurz „Salem’s Lot“, in Neuengland. Für die Geschichte ließ sich Stephen King vor allem durch Bram Stokers Roman Dracula und Geschichten von H. P. Lovecraft inspirieren.

## Inhalt

### Thema und formaler Aufbau
Die Geschichte handelt von Charles Boone, der nach dem Tod seines Cousins Stephen als mutmaßlich letzter Erbe das Anwesen seiner Familie, Chapelwaite, erbt und mit seinem Diener Calvin McCann bezieht. Sie ist als Aneinanderreihung einzelner Briefe ähnlich einem Briefroman geschrieben, über die die Hauptperson Charles Boone über die Ereignisse im Anwesen und dem nahegelegenen Jerusalem’s Lot in Neuengland im amerikanischen Bundesstaat Maine, etwa drei Kilometer nördlich von Falmouth im Cumberland County, berichtet. Die Briefe sind jeweils mit einem Datum überschrieben und in der Regel an seinen Freund Everett Granson, genannt Bones, gerichtet. Hiermit lässt sich auch der Zeitraum der Ereignisse eingrenzen auf den Einzug von Boone und McCann am 2. Oktober 1850 bis zum 4. November 1850, an dem Boone über die Eskalation der Ereignisse in dem Ort und den Tod von McCann berichtet. An einzelnen Stellen wechselt die Perspektive, und es werden Auszüge aus dem Tagebuch von McCann wiedergegeben. Das Ende der Geschichte wird von einem Epilog gebildet, in dem James Robert Boone, ein weiterer Erbe der Boone-Familie, die Briefe und Tagebuchauszüge kommentiert, die er in dem Haus gefunden hat; sein Kommentar ist mit dem 2. Oktober 1971 datiert, die Geschichte endet offen.

### Inhalt der Geschichte
Die Briefe schildern, wie sich die Atmosphäre in dem Haus nach und nach verändert. Boone beschreibt unheimliche Geräusche in den Wänden, die er auf Ratten zurückführt, sowie das abweisende Verhalten der Bewohner der benachbarten Ortschaft Preacher’s Corners ihm und McCann gegenüber. Sie erfahren von ihrer Haushälterin Mrs. Cloris, dass die Einwohner in Jerusalem’s Lot vor Jahrzehnten verschwunden sind und sich niemand in den nahegelegenen Ort traue. Sie erzählt ihnen zudem von der Überzeugung der heimischen Bevölkerung, dass Chapelwaite und alle Angehörigen der Familie Boone seit einem Streit von Charles’ Großvater Robert mit dessen Bruder Philip verflucht seien. Sie erfahren zudem, dass sich Randolph Boone, der Vater des Vorbesitzers, im Keller erhängt hatte, nachdem seine Tochter Marcella im Haus die Kellertreppe hinuntergefallen war und sich das Genick gebrochen hatte.
Bei Nachforschungen im Haus findet Boone ein geheimes Zimmer hinter einem Bücherregal und findet darin eine alte Karte von Jerusalem’s Lot. Er beschließt, gemeinsam mit McCann den verlassenen und gemiedenen Ort aufzusuchen. Ihr Ziel ist die alte Kirche, die zugleich das Zentrum eines starken Modergestanks ist und durch ein blasphemisches Gemälde der Muttergottes und ein umgedrehtes Kreuz geschändet wurde. Sie entdecken auf der Kanzel ein Buch mit dem Titel Die Geheimnisse des Wurmes, und als Boone es aufnehmen will, beginnt die Erde zu vibrieren. Die beiden Männer flüchten zurück nach Chapelwaite; die Geschehnisse wecken allerdings das weitere Interesse von Boone. Als Mrs. Cloris erfährt, dass sie im Ort waren, fordert sie Boone dringend auf, Chapelwaite umgehend zu verlassen. Sie erklärt, Philip Boone habe damals einen Pakt mit dem Bösen geschlossen, und er habe ein gottloses Buch besessen, um das Böse zu beschwören. Er sei am 31. Oktober des Jahres 1789 zusammen mit allen Einwohnern von Jerusalem’s Lot verschwunden.
Als McCann im Keller Rattengift auslegen will, begleitet ihn Boone, und sie finden den Strick und den Stuhl, mit denen Randolph Boone sich erhängte, noch an der Stelle vor, wo dies geschah. Plötzlich kommen zwei Gestalten auf sie zu, die sie als die toten Randolph Boone und dessen Tochter Marcella identifizieren; fluchtartig verlassen sie den Keller. Charles Boone fällt in eine tiefe Ohnmacht und begreift, nachdem er aufwacht, warum Mrs. Cloris so auf ihn einredete: seine Vorfahren wollen ihn zu sich rufen, „Blut ruft Blut“. McCann findet in der Zwischenzeit das Tagebuch von Robert Boone und gibt es Charles, der die Seiten interessiert liest. Er erfährt mehr über die Geschichte von Jerusalem’s Lot und ihren Gründer James Boon, der das Dorf 1710 als patriarchalische Ansiedlung unter seiner Alleinführung gründete. Robert und Philip Boone trafen bei ihrer Ankunft in Chapelwaite den zu diesem Zeitpunkt über 100-jährigen James Boon noch lebend an, und Philip trat dessen satanischer Kirche bei. Er überredete seinen Bruder, ihm das sehr seltene Buch Die Geheimnisse des Wurmes zu besorgen. Als Robert seinem Bruder heimlich nach Jerusalem’s Lot folgte, sah er ihn aus dem Buch eine Litanei vortragen und floh.
Charles Boone folgert, dass auch er als Bluterbe hierher gelockt wurde und beschließt, sich dem Bösen in Jerusalem’s Lot zu stellen. Er kehrt mit seinem Diener ein weiteres Mal in den Ort zurück, und sie finden den Innenraum der Kirche verwüstet vor, mit einem frisch geschlachteten Lamm und dem von Blut getränkten Buch auf dem Altar. Als Boone das Buch verbrennen will, bebt der Boden, und die Geister von Philip Boone, James Boon und weitere wanken auf ihn zu, bevor ein gewaltiges wurmartiges Wesen aus dem Boden hervorbricht. McCann stößt seinen Freund an, der in einer Starre gefangen ist, und Boone zündet das Buch an. Der Wurm windet sich vor Schmerzen und schleudert McCann gegen eine Wand, wo er leblos liegenbleibt; danach zieht er sich ebenso wie die Untoten zurück. Kurz darauf greift eine Hand aus dem Loch im Boden nach ihm und der untote James Boon kommt heraus, um Charles zu überwältigen. Dieser flieht zurück nach Chapelwaite, wo er einen letzten Brief schreibt und sich danach im Meer das Leben nimmt.
Das Buch endet mit einem Brief von James Robert Boone aus dem Jahr 1971, dem wohl tatsächlich letzten Erben der Boone-Familie. Er analysiert das vorliegende Material und schließt, dass Charles Boone sich die Inhalte seiner Briefe während eines Hirnfiebers erdacht und im Wahn seinen Diener umgebracht habe, dessen Tagebucheinträge er ebenfalls fälschte. Jerusalem’s Lot sei neu aufgebaut und besiedelt worden und er selbst sei als neuer Erbe und Besitzer nach Chapelwaite gekommen. Nur in einem Punkt habe sein Vorfahre Charles wohl Recht gehabt: „Die Ratten in den Wänden müssen beseitigt werden.“

## Entstehung und Hintergrund

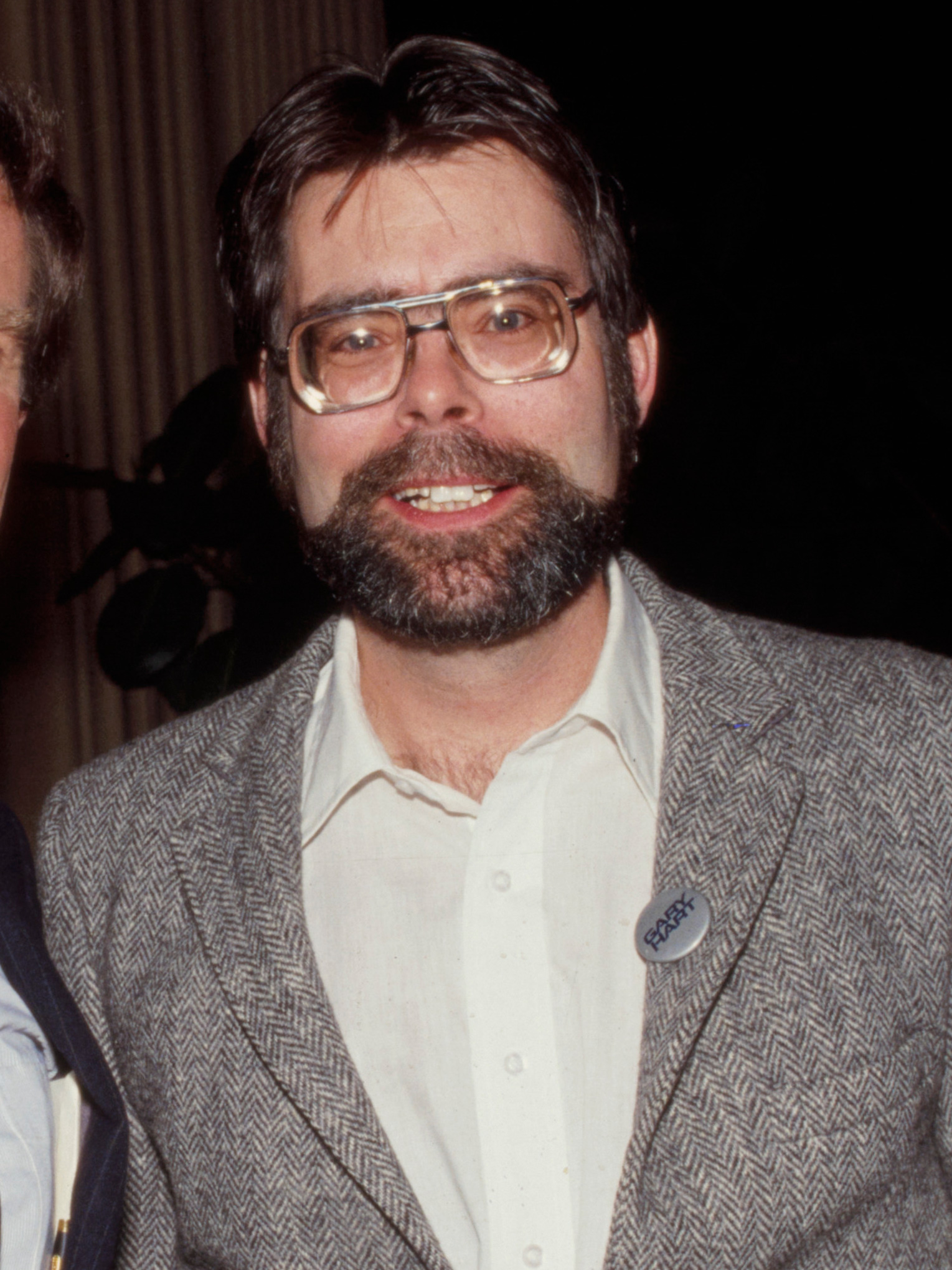
Stephen King, 1984

Briefe aus Jerusalem gehört zu den frühen Werken von Stephen King und entstand im Zuge seiner Arbeiten zu seinem Roman Brennen muss Salem, der 1975 erschien. Chronologisch finden die Ereignisse in Briefe aus Jerusalem vor Brennen muss Salem statt, wobei die Handlungsstränge beider Geschichten mit Ausnahme der zugrundeliegenden Vampirgeschichte nicht verknüpft sind und vor allem bezüglich der Beschreibung des Ortes „Jerusalem’s Lot“ und dessen Entwicklung sowie der Personen und Vampire stark differieren. Laut Marcel Feige handelte es sich bei Briefe aus Jerusalem ursprünglich nicht um eine eigene Geschichte, sondern „mit Sicherheit aber um eine frühe Einleitung zum Roman Brennen muss Salem, in dem [der Vampir] Kurt Barlow die ganze frühere Bevölkerung von Jerusalem’s Lot auslöscht.“

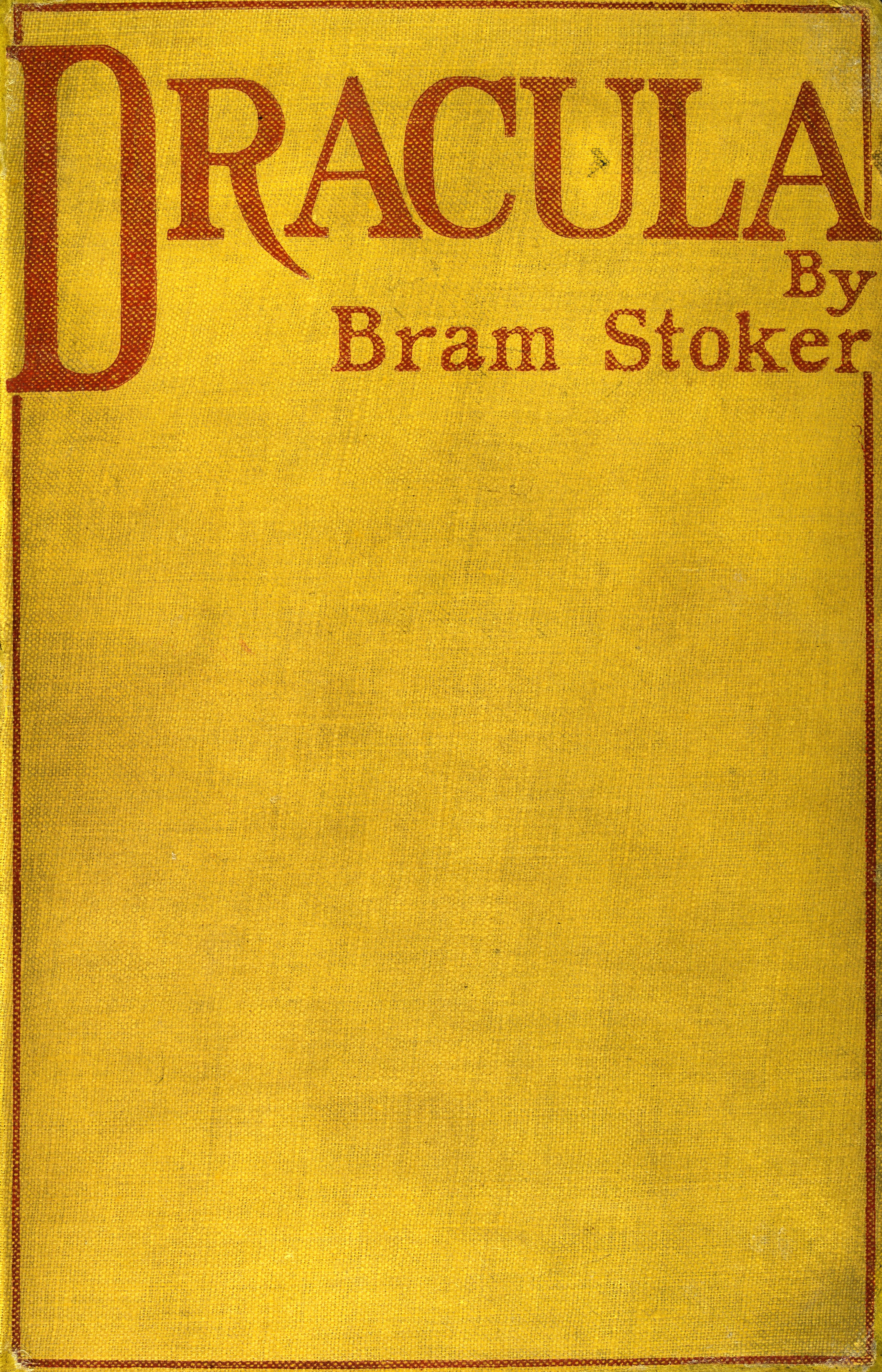
Einband der englischen Erstausgabe von 1897

Wie bei Brennen muss Salem stellte auch für Briefe aus Jerusalem der Roman Dracula von Bram Stoker die wichtigste Vorlage dar. Stephen King versuchte, die in Europa angesiedelte Geschichte um den Grafen Dracula in die Vereinigten Staaten zu verlegen und schuf zu diesem Zweck in beiden Werken eine in den USA, in Jerusalem’s Lot, angesiedelte Brutstätte von Vampiren. Der Stil der Geschichte Briefe aus Jerusalem als Aneinanderreihung von Briefen und Tagebucheinträgen ist dabei direkt aus Dracula entlehnt, dessen erstes Kapitel ebenfalls eine Reihung von Tagebucheinträgen des Protagonisten Jonathan Harker ist.
Zudem nutzte er Motive aus dem Werk von H. P. Lovecraft und weiteren Autoren wie Edgar Allan Poe, Nathaniel Hawthorne und Robert Bloch. Deutlich sind die Parallelen zu Die Ratten im Gemäuer, einer Geschichte von H. P. Lovecraft. Auch dort erbt der Protagonist das Haus seiner Vorfahren und kehrt dorthin zurück; auch er wird von der umliegenden Gemeinschaft wegen seiner scheinbar verfluchten Abstammung geächtet und ist beunruhigt über das Gewusel von Ratten in den Wänden, bevor er mit Hilfe seines treuen Begleiters das Haus erkundet und die dunklen Rituale identifiziert, die hier stattfanden. Später taucht das magische Buch De Vermis Mysteriis („Die Geheimnisse des Wurmes“) auf, das von Robert Bloch für dessen Kurzgeschichte The Shambler from the Stars erdacht und von Lovecraft in The Haunter of the Dark aufgegriffen wurde. Die mit diesem Buch angerufene Kreatur, ein riesiges wurmartiges und übernatürliches Wesen, lebt unterhalb der Kirche von Jerusalem’s Lot, und das Blut der Familie Boone hält sie am Leben. Das Wesen könnte, nach einer Interpretation aus der Bachelorarbeit von Benjamín Gígja, „obwohl sie unter der Stadt schlummert, eine der Mächte sein, die das Böse aus aller Welt nach Salem’s Lot locken. Es handelt sich um ein uraltes Übel, das den Gräueltaten des Hauses Marsten vorausging, auf dem dieses Haus jedoch errichtet wurde.“
Die Benennung des Ortes als „Jerusalem’s Lot“ geht zurück auf die Städte Salem und East Salem, das heutige Danvers, in Massachusetts und die dort stattgefundenen „Hexenprozesse von Salem“.

## Rezeption
Der fiktive Ort „Jerusalem’s Lot“, in dem Briefe aus Jerusalem und auch Brennen muss Salem angesiedelt ist, kommt auch bei weiteren Werken Stephen Kings vor. Die ebenfalls in der Kurzgeschichtensammlung Nachtschicht vorkommende Geschichte Einen auf den Weg spielt auch in der Umgebung dieses Ortes; zudem wird der Ort in mehreren von Kings Romanen kurz erwähnt, etwa bei Dead Zone – Das Attentat, Dolores, Duddits und Friedhof der Kuscheltiere sowie der Kurzgeschichte Der Nachtflieger aus der Sammlung Alpträume und dem Drehbuch zu dem Film Creepshow von George A. Romero. Das Buch De Vermis Mysteriis kommt zudem in seinem Roman Revival vor.
Briefe aus Jerusalem wurde als Teil der 1978 erschienenen Kurzgeschichtensammlung Nachtschicht bekannt. Marcel Feige gibt in seinem Großen Lexikon über Stephen King eine kurze Inhaltsangabe zu dem Buch ab und schreibt, King wollte Briefe aus Jerusalem vielleicht „als Fortsetzung von Bram Stokers Roman verstanden wissen“.
Die Geschichte wurde 2021 unter dem Titel Chapelwaite als TV-Serie verfilmt. Die Hauptrollen spielen Adrien Brody und Emily Hampshire. Die Serie besteht aus einer Staffel mit zehn Folgen; eine zweite Staffel wurde zunächst angekündigt, dann aber doch nicht realisiert. 2006 erschien im ersten Band der Sammlung The Secretary of Dreams eine Comicversion der Geschichte.

## Veröffentlichungen
Die Geschichte Jerusalem’s Lot erschien im Original auf Englisch im Jahr 1978 in der Kurzgeschichtensammlung Nightshift, auf Deutsch Nachtschicht.
Englischsprachige Ausgaben:
- Graveyard Shift, in: Night Shift, Doubleday, Garden City 1978, ISBN 978-0-385-12991-6.
- Stephen King, Glenn Chadbourne: The Secretary of Dreams – Volume One. Cemetery Dance Publications Forest Hill, 2006. (Comicausgabe)

Deutsche Ausgaben:
- Spätschicht, in: Nachtschicht. Lübbe, Bergisch Gladbach 1988 (Erstauflage), ISBN 978-3-404-13160-0. Das Buch wurde zudem in Lizenz in der Deutschen Buchgesellschaft bei Bertelsmann veröffentlicht.
- Michael Görden: Fantastische Literatur 84, 1983.

## Belege
1. 1 2 3 4 5 6  Stephen King: Briefe aus Jerusalem. In: Nachtschicht, C.A. Koch’s Verlag Nachfolger GmbH, Gütersloh o. J., im Auftrag für die Bertelsmann Club GmbH, Lizenzausgabe mit Genehmigung von Bastei-Lübbe, S. 19–60.
2. 1 2 3  Briefe aus Jerusalem. In: Marcel Feige: Das grosse Lexikon über Stephen King, 2. Auflage, Lexikon Imprint, Schwarzkopf & Schwarzkopf, Berlin 2001, ISBN 3-89602-228-8; S. 50.
3. ↑  Clare Dempsey: 'A quick kiss in the dark from a stranger' : Stephen King and the Short Story. PhD-Thesis an der University of New South Wales, Faculty of Languages and Cultures, 2018, S. 42–44, doi:10.26190/unsworks/20579
4. ↑  Benjamín Gígja: Setting the Stage – An Exploration of the Use of Inner and Outer Evil in the Works of Stephen King, Mary Shelley, and Bram Stoker. Bachelorthesis an der Universität von Island, Fakultät für Sprachen und Kulturen, Januar 2024, S. 14. (PDF)